# Сант'Адрјано Векио (Месина)
Сант'Адрјано Векио је насеље у Италији у округу Месина, региону Сицилија.
Према процени из 2011. у насељу је живело 79 становника. Насеље се налази на надморској висини од 305 м.